# San José del Potrero
San José del Potrero – gmina (municipio) w środkowym Hondurasie, w departamencie Comayagua. W 2010 roku zamieszkana była przez ok. 6 tys. mieszkańców. Siedzibą administracyjną jest miejscowość San José del Potrero.

## Położenie
Gmina położona jest we wschodniej części departamentu. Graniczy z 5 gminami:
- Victoria i Sulaco od północy,
- Marale i El Porvenir od wschodu,
- Minas de Oro od południa i zachodu.

## Miejscowości
Według Narodowego Instytutu Statystycznego Hondurasu na terenie gminy położone były następujące wsie:
- San José del Potrero
- El Chorro
- Minas de Plata
- Ojo de Agua
- Potreritos
- Quezalapa
- Terreritos
- Terreritos de Las Trancas

## Demografia
Według danych honduraskiego Narodowego Instytutu Statystycznego na rok 2010 struktura wiekowa i płciowa ludności w gminie przedstawiała się następująco:
| Wiek                 | 0–3 | 4–6 | 7–12  | 13–17 | 18–24 | 25–64 | 65+ | razem |
| San José del Potrero | 633 | 477 | 1 030 | 782   | 740   | 2 067 | 310 | 6 039 |
| Mężczyźni            | 311 | 234 | 506   | 407   | 384   | 1 051 | 149 | 3 042 |
| Kobiety              | 322 | 243 | 524   | 375   | 356   | 1 016 | 161 | 2 997 |